# Buč Mali
Koordinati:   43°52′45″N, 15°14′29″E
Buč Mali je nenaseljen otoček v Kornatih. Otoček leži okoli 0,6 km severovzhodno od otočka Buč Veli. Njegova površina meri 0,029 km², dolžina obale je 0,77 km. Najvišji vrh je visok 28 mnm.